# Drosophila pseudotalamancana
Drosophila pseudotalamancana este o specie de muște din genul Drosophila, familia Drosophilidae, descrisă de Guido Pereira și Vilela în anul 1987.
Este endemică în El Salvador. Conform Catalogue of Life specia Drosophila pseudotalamancana nu are subspecii cunoscute.